# Feliniopsis fusca
Feliniopsis fusca är en fjärilsart som beskrevs av Embrik Strand 1921. Feliniopsis fusca ingår i släktet Feliniopsis och familjen nattflyn. Inga underarter finns listade i Catalogue of Life.